# Žunje (gmina Brus)
Žunje (cyr. Жуње) – wieś w Serbii, w okręgu rasińskim, w gminie Brus. W 2011 roku liczyła 295 mieszkańców.